# Energiatudományi Kutatóközpont

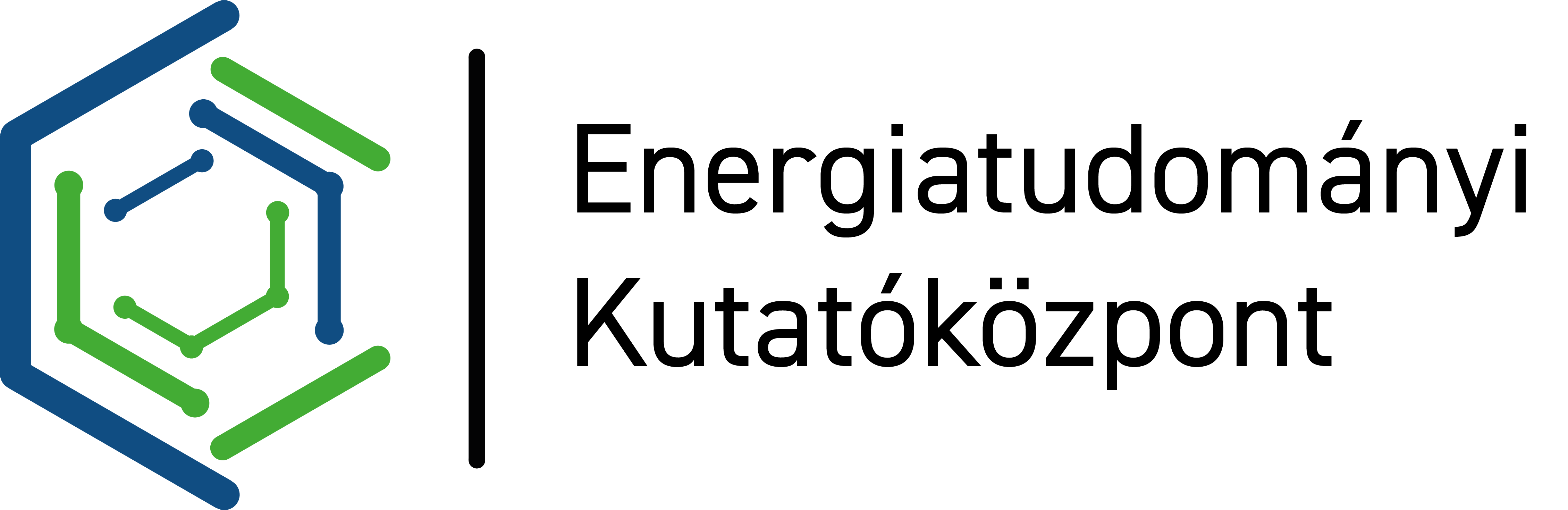
Az Energiatudományi Kutatóközpont logoja

Az Energiatudományi Kutatóközpont (EK) a Magyar Kutatási Hálózat (HUN-REN) tagjaként működő központi költségvetési szerv.

## Működésének célja
Működésének célja, hogy nemzetközi színvonalú alap-, alkalmazott- és fejlesztő tudományos kutatásokat folytasson a nukleáris energetika, a funkcionális anyagok és nanorendszerek, a környezetvédelem, energiatakarékosság és az energiabiztonság területeken.

## Székhelye
1121 Budapest, Konkoly-Thege Miklós út 29–33.

## Története
Az Energiatudományi Kutatóközpont 2012-ben jött létre az akadémiai kutatóintézetek újraszervezését követően.
Alapjait az Atomenergia Kutatóintézet és az Izotópkutató Intézet képezte. 2015-ben csatlakozott az intézethez a Műszaki Fizikai és Anyagtudományi Intézet.
Az Energiatudomány Kutatóközpont a Magyar Kutatási Hálózat (HUN-REN) tagja.
Főigazgatója Dr. Horváth Ákos.

## Célterületek
- az atomenergiáról szóló törvényben foglaltaknak megfelelő alap-, alkalmazott és fejlesztő kutatás,
- az atomerőművek biztonsági elemzése,
- a magfúzión alapuló nukleáris energiatermelési eljárások fejlesztése,
- alap-, alkalmazott és fejlesztő kutatás a megújuló energiaforrások területén,
- környezetvédelem-környezeti ellenőrző rendszerek,
- funkcionális anyagok kutatása,
- a Budapesti Kutatóreaktor üzemeltetése.

## Külső hivatkozások
- Az Energiatudományi Kutatóközpont weboldala (hu-HU nyelven). Energiatudományi Kutatóközpont. (Hozzáférés: 2021. június 21.)